# 모치바나

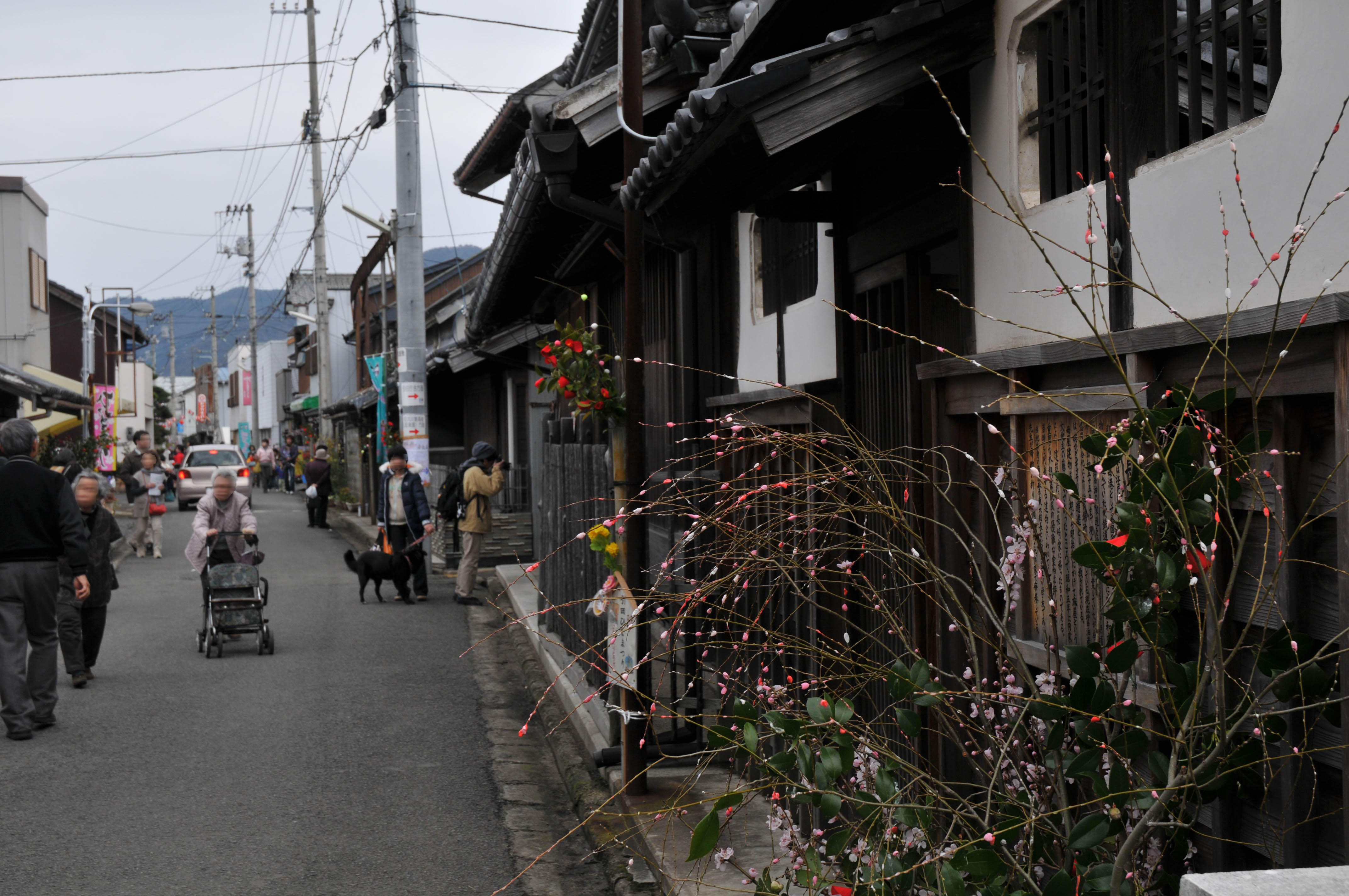
모치바나

모치바나(일본어: 餅花) 또는 마유다마(일본어: 繭玉)는 음력 정월 대보름날에 장식하는 것으로, 버드나무나 팽나무 등의 가지에 누에고치 모양의 떡, 경단을 맨다. 고치가 잘 되기를 빈다는 뜻이 있다.